# John Curtis (politico)
John Ream Curtis (Salt Lake City, 10 maggio 1960) è un politico statunitense, senatore per lo stato dello Utah dal 2025 e membro della Camera dei Rappresentanti per lo stesso stato dal 2017 al 2025. In precedenza, Curtis ha ricoperto la carica di sindaco di Provo dal 2010 al 2017 e si configura come un repubblicano moderato.

## Biografia
Nato a Salt Lake City, Curtis si laureò alla Brigham Young University e successivamente lavorò come imprenditore. Entrato in politica, nel 2000 si candidò per un seggio della legislatura statale dello Utah come esponente del Partito Democratico ma fu sconfitto.
Negli anni successivi entrò a far parte del Partito Repubblicano e nel 2009 si candidò alla carica di sindaco di Provo, riuscendo a vincere l'elezione non partitica. Nel 2013 fu riconfermato con ampio consenso per un secondo mandato.
Nel 2017, quando il deputato Jason Chaffetz annunciò le proprie dimissioni dalla Camera dei Rappresentanti, Curtis prese parte alle elezioni speciali per riassegnare il seggio rimasto vacante e riuscì a vincerle.
Curtis è considerato un repubblicano moderato. Appassionato di moda, possiede una vasta collezione di calzini eccentrici.